# Faxekalk
|  | Denne artikel er oprettet af botten Steenthbot ud fra en ekstern database. Den kan derfor have sproglige fejl eller mangler. Denne skabelon kan fjernes efter kontrol af indholdet. |

Faxekalk er en dansk dokumentarisk optagelse.

## Handling
I Faxe Kalkbrud findes hovedsagelig koralkalk. Vi følger det daglige arbejde. Fossiler fremvises. Sprængninger. Kalken fragtes via tog og skib til Kalkbrænderihavnen i København, hvor det skal brændes. Kalkbrænding i skaktovn. En moderne rotérovn. Der produceres læsket kalk, som opblandet med sand bliver til mørtel (Københavns Mørtelværker). Derudover laves gødning og Dammann asfalt og det såkaldt Faxe 'marmor'.